# Let the Ocean Take Me
Let the Ocean Take Me ist das vierte Studioalbum der australischen Post-Hardcore-Band The Amity Affliction aus Gympie, Queensland. Das Album wurde am 7. Juni 2014 über Roadrunner Records weltweit und über UNFD in Australien veröffentlicht.
Wie der Vorgänger Chasing Ghosts erreichte das Album eine Top-Ten-Platzierung in den einheimischen Albumcharts. Allerdings ist Let the Ocean Take Me das erste Album, welches sich international in den Charts platzieren konnte. So schaffte es den Einstieg in den US-amerikanischen und den neuseeländischen Charts. Mit Pittsburgh und Don’t Lean On Me schafften es zudem erstmals zwei Singles der Gruppe in die Singlecharts in Australien.
Im Jahr 2015 erhielt das Album Platinstatus in Australien für mehr als 70.000 verkaufte Tonträger und ist somit das erste Album der Gruppe, das diesen Status erreichen konnte.
Die reguläre Version des Albums umfasst zehn Titel mit einer Gesamtspielzeit von 41 Minuten und 12 Sekunden. Die japanische Version enthält als Bonus eine Live-Aufnahme des Liedes Open Letter von Chasing Ghosts. Das Album wurde im Jahr 2015 mit zusätzlichem Material neu aufgelegt. Die Neuauflage umfasst mit Skeletons und Farewell zwei neue Lieder und eine Bonus-DVD, auf der die Dokumentation Seems Like Forever zu finden ist.

## Hintergrund
Ende des Jahres 2013 veröffentlichte die Band eine Demoversion des Liedes Cave In, was unter den Anhängern der Gruppe zu Spekulationen führte, ob dieses Lied auf dem Album zu hören sein würde. Diese Spekulationen endeten mit der Veröffentlichung der offiziellen Titelliste des Albums am 15. April 2014. Aufgenommen wurde das Album mit Produzent Will Putney in den Evergreen Studios in Brisbane, Queensland.
Am 14. April 2014 wurde mit Pittsburgh die Hauptsingle des Albums mitsamt Musikvideo vorgestellt. Mit Don’t Lean On Me wurde am 16. Mai 2014 die zweite Single veröffentlicht. Das Album wurde am 10. Juni 2014 weltweit herausgebracht. Fünf Tage vor der offiziellen Veröffentlichung des nunmehr vierten Studioalbums, das Let the Ocean Take Me heißt, hatten Anhänger der Band die Möglichkeit vorab in das Werk hereinzuhören. Zwischenzeitlich veröffentlichte die Band ein Musikvideo zum Lied Death’s Hand.
Am 10. Juli 2015 wurde das Album mit Bonusmaterial neu aufgelegt. Die Neuauflage des Albums beinhaltet zwei Bonuslieder und eine DVD mit dem Titel Seems Like Forever. Zu einem dieser neuen Lieder, Skeletons, brachte die Band einen Tag vor der Herausgabe der Neuauflage des Albums ein Musikvideo heraus.

## Titelliste
| #   | Titel            | Länge |
| --- | ---------------- | ----- |
| 1.  | Pittsburgh       | 3:59  |
| 2.  | Lost & Fading    | 4:31  |
| 3.  | Don't Lean On Me | 3:33  |
| 4.  | The Weigh Down   | 3:31  |
| 5.  | Never Alone      | 5:37  |
| 6.  | Death's Hand     | 4:15  |
| 7.  | F.M.L.           | 3:27  |
| 8.  | My Father's Son  | 3:38  |
| 9.  | Forest Fire      | 3:40  |
| 10. | Give It All      | 4:56  |

## Promotion
Zwischen dem 18. April und dem 15. Mai 2014 tourte die Gruppe mit Silverstein im Vorprogramm für Blessthefall auf deren Hollow Bodies Tour welche 32 Konzerte umfasste und in Nordamerika stattfand. Vom 11. März bis zum 4. April 2015 tourte The Amity Affliction zusammen mit Volumes und Of Mice & Men durch Europa. Die Konzertreise umfasste insgesamt 18 Termine.
Zwischen dem 8. und 31. Januar 2015 spielte die Band im Rahmen ihrer The Weigh Downunder Tour eine ausgedehnte Konzertreise durch Australien, welche unter anderem von Deez Nuts begleitet wurde. Im Januar des Jahres 2015 wurde ebenfalls bekanntgegeben, dass die Band im Sommer zwischen dem 19. Juni und dem 8. August auf der Warped Tour spielen würden. Im November und Oktober folgte eine weitere Konzertreise durch Nordamerika, dieses Mal mit Chelsea Grin und Secrets, ehe die Gruppe als Teil der Never Say Die! Tour mit Burning Down Alaska, Being as an Ocean, Fit for a King und Defeater erneut den europäischen Kontinent bespielen sollte. Während ihrer USA-Konzertreise im Oktober gab Gitarrist und Gründungsmitglied Troy Brady seinen Ausstieg aus der Band bekannt. Zwischen dem 12. und 20. Dezember 2015 spielte die Band zusammen mit A Day to Remember und Motionless in White im Rahmen der Big Ass Tour erneut in Australien.
Im Frühsommer des Jahres 2016 absolvierte die Gruppe eine Sommerfestival-Tour in Europa, wo die Gruppe auf vielen großen Musikfestivals auftrat. Darunter befanden sich Rock im Park, das Hellfest, das Download-Festival, das Greenfield Festival und das Nova Rock. Der geplante Auftritt der Gruppe bei Rock am Ring in Mendig wurde aufgrund der schweren Unwetter in der Region vom Veranstalter abgesagt.

## Kommerzieller Erfolg
Let the Ocean Take Me stieg wie sein Vorgänger aus dem Jahr 2012 auf Platz eins in den australischen Albumcharts ein. Das Album verblieb zunächst 16 Wochen ununterbrochen bis in die erste Oktoberwoche in den Charts, ehe der zwischenzeitliche Chartausstieg erfolgte. Mitte Oktober landete das Album erneut in den Charts. Erst im Februar 2015 und im Dezember 2015 sollte sich Let the Ocean Take Me abermals in der Bestenliste wiederfinden, sodass das Album insgesamt 21 Wochen in den Charts vertreten war. In den Vereinigten Staaten verkaufte sich das Album rund 10.000 mal in der ersten Verkaufswoche, was Platz 31 in den hiesigen Charts bedeutete. Auch in Neuseeland schaffte Let the Ocean Take Me eine Chartnotierung. Dort stieg das Album auf Platz 24 ein und hielt sich insgesamt eine Woche lang in den Charts auf.
Nachdem das Album noch im Veröffentlichungsjahr mit einer goldenen Schallplatte in Australien ausgezeichnet wurde, erreichte es im Jahr 2015 Platinstatus für insgesamt mehr als 70.000 verkaufter Tonträger. Damit ist Let the Ocean Take Me das erste Platin-Album der Band.
Let the Ocean Take Me wurde 2014 für einen ARIA Award in der Kategorie Best Hard Rock/Heavy Metal Album nominiert.

### Chartpositionen
| Offizielle Albumcharts           | Höchst- position | Wochen | Verkäufe | Auszeichnungen |
| -------------------------------- | ---------------- | ------ | -------- | -------------- |
| Vereinigte Staaten Album Top 200 | 31               | 2      | 10.000+  | –              |
| Neuseeland Album Top 40          | 24               | 1      | –        | –              |
| Australien Album Top 40          | 1                | 21     | 70.000+  | Platin         |
| Jahresendcharts                  | Höchst- position |        |          |                |
| Australien                       | 24               |        |          |                |

### Nominierungen
- ARIA Awards
  - 2014: Best Hard Rock/Heavy Metal Album (nominiert)

## Kritiken
Auch Let the Ocean Take Me bekam wie seine beiden Vorgänger unterschiedliche Kritiken von der deutschen Fachpresse: So äußerte sich Matthias Weckmann vom deutschsprachigen Metal Hammer, welcher bereits Chasing Ghosts der Band negativ kritisiert hatte, zu dessen Nachfolger nur wenig optimistischer. Weckmann schreibt, dass das Album zwar „schnelle Riff-Folgen und gewaltige Breakdowns aufweise“, wobei das Hauptaugenmerk bei den eingängigen Melodiestrukturen bleibe, was er als kitschig und leicht berechenbar bezeichnet. Einen großen Minuspunkt sieht Weckmann in den Gebrauch von Keyboards, was die Musik eher an Manga-Intros als an druckvolle Rockmusik oder Metal erinnere. Allerdings beschreibt er die Produktion von Will Putney als gelungen. Florian Aberle von Stageload kritisiert den Klargesang als „bis in die Haarspitzen überproduziert“, die von „unausgeborene[n] Melodien [und] tosende[m] Schlagzeugspiel“ untermauert werden und sich immer wieder im Album finden lassen. Lediglich die Lieder Never Alone und das Album-abschließende Give It All schaffen es, so Aberle, sich vom Rest des Albums abzugrenzen. Sebastian Berning vom deutschen Musikportal Powermetal.de bezeichnet die Gruppe als die musikalisch süßeste Truppe in der Post-Hardcore-Sparte. Dies begründet er mit der Eingängigkeit der Lieder auf Let the Ocean Take Me, welche zeitweise mit Auto-Tune-aufgemotzten Melodien wie in Pittsburgh daherkommen. Die Produktion von Putney wird auch von Berning gelobt, auch wenn dieser dem Album aufgrund des überproduzierten Sounds sämtliche Ecken und Kanten nehme.
Die englischsprachige Presse hingegen kritisierte das Album wesentlich positiver. Sarah O’Connor vom australischen Blunt Magazine schloss sich zwar der Meinung ihrer deutschen Kollegen an, dass das Album keine neuen Anhänger formieren könne bisherige Fans aber vollkommen zufrieden sein würden, dennoch sagt sie, dass die Gruppe mit Let the Ocean Take Me ihr bis dato stärkstes Album veröffentlicht habe. Kevin Stewart-Panko vom US-amerikanischen Alternative Press vertritt die Meinung, dass die Gruppe es verstehe den Spagat zwischen Metalcore und vielen weiteren Musikrichtungen zu schaffen. Zeitweise erinnere der Sound an Genrekollegen von We Came as Romans und Of Mice & Men. Allerdings beschreibt auch Stewart-Panko den vom Auto-Tune untermauerten Gesang von Ahren Stringer als austauschbar. Chad Childers von Loudwire gab dem Album eine positive Rückmeldung. Bei Metacritic erhielt Let the Ocean Take Me einen Metascore von 77 Prozent basierend auf vier Kritiken.